# Paolo Giglio
Paolo Giglio (20 de janeiro de 1927 – 6 de março de 2016) foi um diplomata e arcebispo da Igreja Católica maltês.

## Biografia
Nasceu em Valeta, Malta. Foi ordenado sacerdote em 1952 em Roma, onde estudou na Pontifícia Universidade Gregoriana, da qual obteve um Bacharelado em Teologia e um Doutorado em Direito Canônico. Mais tarde, continuou a estudar diplomacia na Pontifícia Academia Eclesiástica e ingressou no serviço diplomático da Santa Sé.
Giglio foi nomeado arcebispo-titular de Tíndaris, em 1986, quando foi nomeado núncio apostólico na Nicarágua (1986-1995) pelo Papa João Paulo II. Depois, foi transferido para a Nunciatura Apostólica do Egito (1995-2002) e, depois, nomeado Delegado Apostólico para a Liga de Estados Árabes (2001-2002).
Arcebispo Giglio aposentou-se em 2002. Faleceu em Valeta em 6 de março de 2016. Seu funeral foi realizado na Cocatedral de São João, três dias após sua morte, na quarta-feira, 9 de março. O funeral foi conduzido pelo Arcebispo-emérito Paul Cremona O.P.